# Beszállásolás
A beszállásolás a  közterhek egyike volt, amelynek alapján a polgári lakosság köteles volt katonai alakulatoknak és egyéneknek, azok szolgálati ténykedésének időtartamára, házakban, illetve lakások elkülöníthető részében férőhelyet  biztosítani. A beszállásolásért a katonai kincstár szállásbért, illetve megtérítést fizetett.  